# Dodge C Series
Dodge C Series — лінійка пікапів, що продавалися компанією Dodge з 1954 по 1960 рік. Вона замінила серію B вантажівок Dodge і з часом була витіснена серією D, представленою в 1961 році. На відміну від серії B, яка була тісно пов'язана з довоєнними вантажівками, серія С була повністю перероблена. Dodge продовжив традицію кабіни підвищеної видимості з лобовим склом, представлену в 1955 році. Двошвидкісна автоматична коробка передач PowerFlite була нещодавно доступна того року. Dodge Town Panel і Town Wagon також використовували новий дизайн.

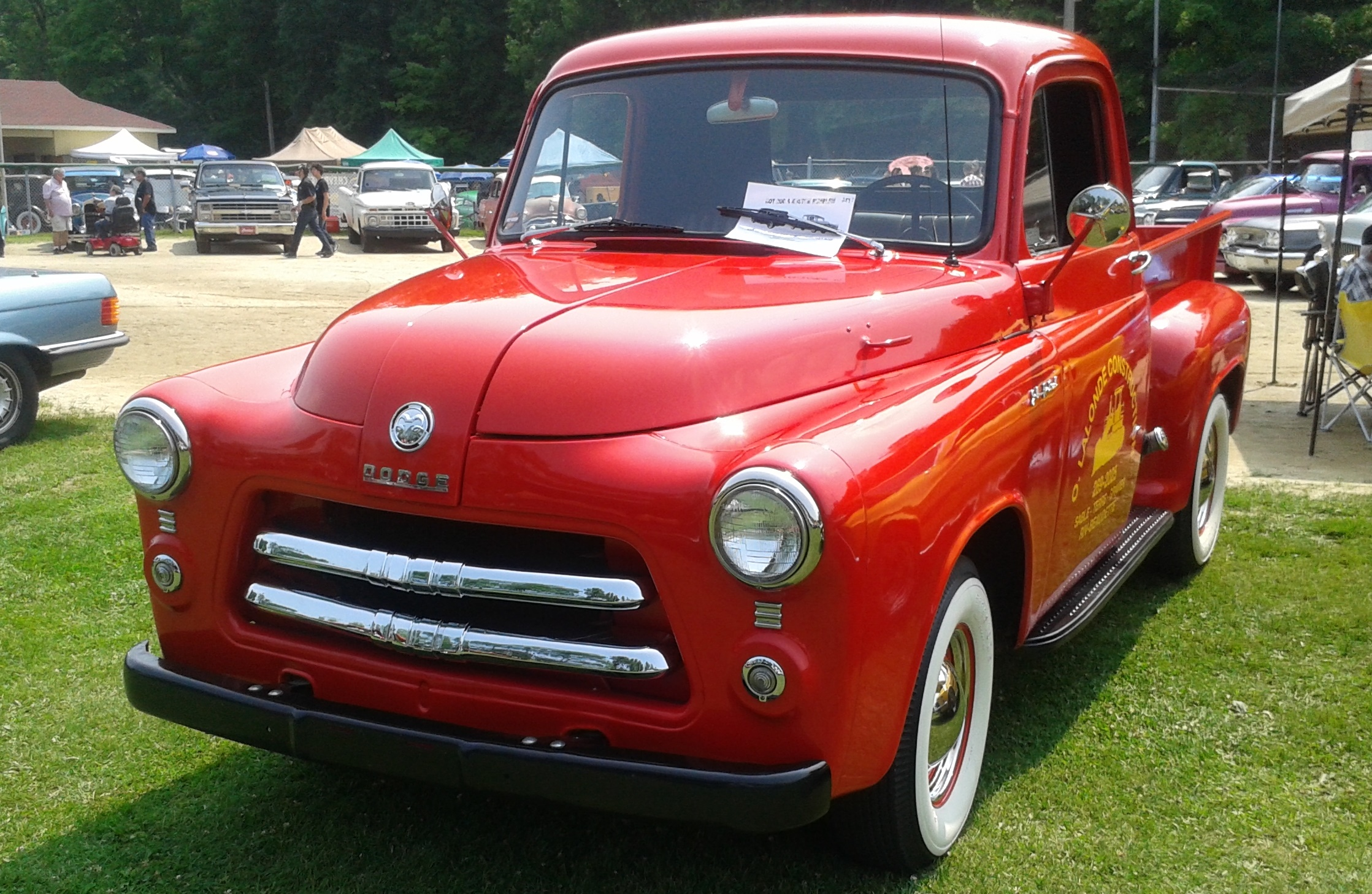

У 1957 році Chrysler назвав вантажівки Dodge з двигуном Hemi «Power Giant» і представив підсилювач керма та гальма, тришвидкісну автоматичну коробку передач і 12-вольтову електричну систему. З 1957 по 1959 рік Dodge пропонував пікап Sweptside, суперника Chevrolet Cameo Carrier, але він так і не став бестселером. У 1959 році з'явився вантажний бокс із плоскими боками (і, отже, ширший) «Sweptline». Компанія також прийняла стандартну схему нумерації пікапів, яку на той час також використовували Ford і GM. Таким чином, ½-тонний Dodge тепер називався D100. Традиційна версія Utiline з окремими крилами залишалася доступною з повноцінним навантаженням до 9000 фунтів (4100 кг) на 1-тонних моделях.